# Fritz Freitag
Fritz Freitag (ur. 28 kwietnia 1894 w Olsztynie, zm. 10 maja 1945 w Sankt Andrä im Lungau) – niemiecki wojskowy i policjant, SS-Brigadeführer, dowódca 14 Dywizji Grenadierów SS.

## Życiorys
Urodzony w rodzinie urzędnika kolejowego. Wstąpił do służby zawodowej w Armii Cesarstwa Niemieckiego w 1 Wschodniopruskim Pułku Grenadierów. W czasie I wojny światowej awansowany w 1915 do stopnia podporucznika (niem. Leutnant), przez następne trzy lata dowódca kompanii, czterokrotnie ranny. Odznaczony Krzyżem Żelaznym I i II klasy.
Po klęsce Niemiec w wojnie, w 1919 wstąpił do Freikorpsów, a w 1920 do Schutzpolizei, w służbie policyjnej osiągnął ostatecznie stopień Oberstleutnanta. Członek NSDAP.
We wrześniu 1940 wstąpił do Waffen-SS i znalazł się w sztabie Heinricha Himmlera jako szef oddziału operacyjnego. W ramach przygotowań do ataku Niemiec na ZSRR został mianowany szefem sztabu 1 zmotoryzowanej brygady piechoty SS, uczestniczył w akcjach antypartyzanckich i zbrodniach Einsatzgruppen na Białorusi. Awansowany do stopnia SS-Standartenführera, a następnie SS-Oberführera sprawował kolejno funkcje: dowódcy 2 Policyjnego Pułku piechoty SS, 8 Dywizji Kawalerii SS Florian Geyer, 2 brygady piechoty SS, 4 Dywizji Grenadierów Pancernych SS Polizei, wreszcie od 20 listopada 1943 dowódca 14 Dywizji Grenadierów SS. Od 20 kwietnia 1944 SS-Brigadeführer i generał – major Waffen-SS.
Uczestniczył w bitwie pod Brodami (lipiec 1944), wraz z 800 żołnierzami dywizji wydostał się z okrążenia. Odznaczony we wrześniu 1944 Krzyżem Rycerskim. 24 kwietnia 1945 po przekształceniu dywizji w 1 Dywizję Ukraińskiej Armii Narodowej odsunięty przez gen. Pawło Szandruka od dowodzenia jednostką.
Popełnił samobójstwo w Sankt Andrä im Lungau przed kapitulacją dywizji w rejonie Tamsweg przed wojskami brytyjskimi i amerykańskimi. Za oficjalne miejsce śmierci jest podawany Graz.